# 伍德維爾鎮區 (內布拉斯加州普拉特縣)
伍德維爾鎮區（英語：Woodville Township）是位於美國內布拉斯加州普拉特縣的一個行政鎮區。

## 地方資料
伍德維爾鎮區的面積為91.64平方千米，當中陸地面積為91.62平方千米，而水域面積為0.02平方千米。根據2020年美國人口普查的數據，當地共有人口123人，而人口密度為每平方千米1.34人。